# Strzelectwo na Letnich Igrzyskach Olimpijskich 1908 – karabin małokalibrowy, ruchoma tarcza, 25 jardów
Strzelanie z karabinu małokalibrowego do ruchomej tarczy z 25 jardów, było jedną z konkurencji strzeleckich na Letnich Igrzyskach Olimpijskich 1908. Zawody odbyły się w dniu 11 lipca. W zawodach uczestniczyło 22 zawodników z 5 państw.
Zawodnicy strzelali do ruchomego obiektu o wymiarach 4 cale wysokości na 1,5 cala szerokości. Strzelano z odległości 25 m. Obiekt poruszał się przez 10 stóp (3,05 m) i był widoczny przez 4 sekundy. W każdej rundzie można było strzelić tylko raz. Maksymalna liczba punktów do zdobycia wynosiła 45.

## Wyniki
| Miejsce | Zawodnik               | Wynik |
| ------- | ---------------------- | ----- |
| 1       | John Fleming           | 24    |
| 2       | Maurice Matthews       | 24    |
| 3       | William Marsden        | 24    |
| 4       | Edward Newitt          | 24    |
| 5       | Philip Plater          | 22    |
| 6       | William Pimm           | 21    |
| 7       | William Milne          | 21    |
| 8       | Otto von Rosen         | 18    |
| 9       | William Styles         | 17    |
| 10      | Léon Johnson           | 13    |
| 10      | Arthur Wilde           | 13    |
| 10      | Walter Winans          | 13    |
| 13      | James Milne            | 12    |
| 14      | André Mercier          | 10    |
| 15      | Eric Carlberg          | 9     |
| 15      | Vilhelm Carlberg       | 9     |
| 15      | Johan Hübner von Holst | 9     |
| 15      | Léon Tétart            | 9     |
| 19      | Edward Amoore          | 3     |
| 19      | Harold Hawkins         | 3     |
| —       | William Hill           | DNF   |
| —       | Frans-Albert Schartau  | DNF   |